# Miss Mondo USA 1968
Miss Mondo USA 1968 è stata la settima edizione del concorso di Miss Mondo USA, che si è tenuta a San Diego, California, e ha visto la vittoria di Johnine Leigh Avery, rappresentante dello stato di Washington. A incoronarla è stata la detentrice del titolo uscente, Pamela Valari Pall, della California. Successivamente, Avery ha rappresentato gli Stati Uniti al concorso di Miss Mondo 1968, svoltosi a Londra nello stesso anno, ma non è riuscita a ottenere un piazzamento.
Questa edizione è stata anche l'ultima in cui erano rappresentate le città. A partire dal 1969, infatti, le concorrenti che rappresentano le città dovranno prima partecipare e vincere i concorsi statali per poter accedere a Miss Mondo USA.

## Risultati

### Posizionamenti
| Risultati finali    | Partecipanti                       |
| ------------------- | ---------------------------------- |
| Miss Mondo USA 1968 | - Washington – Johnine Leigh Avery |
| 1° classificato     | - Virginia – Deborah Shelton       |
| 2° classificato     | - Hawaii – Leslie McRae            |
| 3° classificato     | - California – Diane Dye           |
| 4° classificato     | - Texas - Judy Bowman              |

### Premi speciali
| Premio        | Concorrente                                  |
| ------------- | -------------------------------------------- |
| Miss Simpatia | - Virginia Occidentale – Kimberly Ann Kuster |

## Delegati
Le delegate di Miss Mondo USA 1968 erano:
- Arkansas - Sharon Horne
- California - Diane Dye
- Ohio - Kathy Lynn Baumann
- Colorado - Janice Feeback
- Connecticut - Jayne Keiser
- Detroit, MI - Elaine Lynette Kissel
- District of Columbia - Shirley Oakes
- Florida - Stephanie Herold
- Hawaii - Leslie McRae
- Idaho - Monica Hymas
- Illinois - Cyle Bohmer
- Iowa - Mary Lou Reedquist
- Kansas - Jade Hagen
- Kentucky - Nancy Carter
- Los Angeles, CA - Karen Dumouchelle
- Louisiana - Bernadette Melder
- Maine - Joanne Zewiey
- Maryland - Evelyn Everhart
- Massachusetts - Mary Frances Bigelow
- Michigan - Sue Stanford
- Minnesota - Darlene Vick
- Missouri - Jan Ricksecker
- Montana - Christina Baker
- Nebraska - Jacqueline Carl
- Nevada - Susan Brent
- New Hampshire - Marguerite Eckert
- New Jersey - Elizabeth Swain
- Nuovo Messico - Katharine Baker
- New York - Eve Ramirez
- Dakota del Nord - Lorraine Baumgarten
- Ohio - Judith Metcalf
- Oregon - Linda Stahanacyk
- Pennsylvania - Shirley Wasserman
- Rhode Island - Patricia O’Brien
- Dakota del Sud - Linda Polluck
- Tennessee - Janet Elizabeth Boston
- Texas - Judy Bowman
- Utah - Sharon Lemmon
- Virginia - Deborah Shelton
- Washington - Johnine Leigh Avery
- Virginia Occidentale - Kimberly Ann Kuster
- Wyoming - Linda Calhoun

### Non hanno gareggiato
- Alabama
- Alaska
- Arizona
- Delaware
- Georgia
- Indiana
- Mississippi
- Carolina del Nord
- Oklahoma
- Carolina del Sud
- Vermont
- Wisconsin

## Crossover
Concorrenti che hanno partecipato ad altri concorsi di bellezza:
Miss America
- 1970 : Cleveland, OH : Kathy Lynn Baumann ( 1a classificata ; come  Ohio )

Miss USA
- 1968 :  Montana : Christina Baker
- 1970 :  Virginia : Deborah Shelton ( vincitrice )

Miss Universo
- 1970 :  Virginia : Deborah Shelton ( 1a classificata ; come  Stati Uniti )